# Silvia Szalai
Silvia Szalai (Szeged, Hungría, 26 de febrero de 1975) es una nadadora alemana de origen húngaro retirada especializada en pruebas de estilo libre media distancia, donde consiguió ser subcampeona mundial en 2001 en los 4x200 metros estilo libre.

## Carrera deportiva
En el Campeonato Mundial de Natación de 2001 celebrado en Fukuoka ganó la medalla de plata en los relevos de 4x200 metros estilo libre, con un tiempo de 8:01.35 segundos, tras Reino Unido (oro con 7:58.69 segundos) y por delante de Japón (bronce con 8:02.97 segundos.